# Port de plaisance de Fécamp

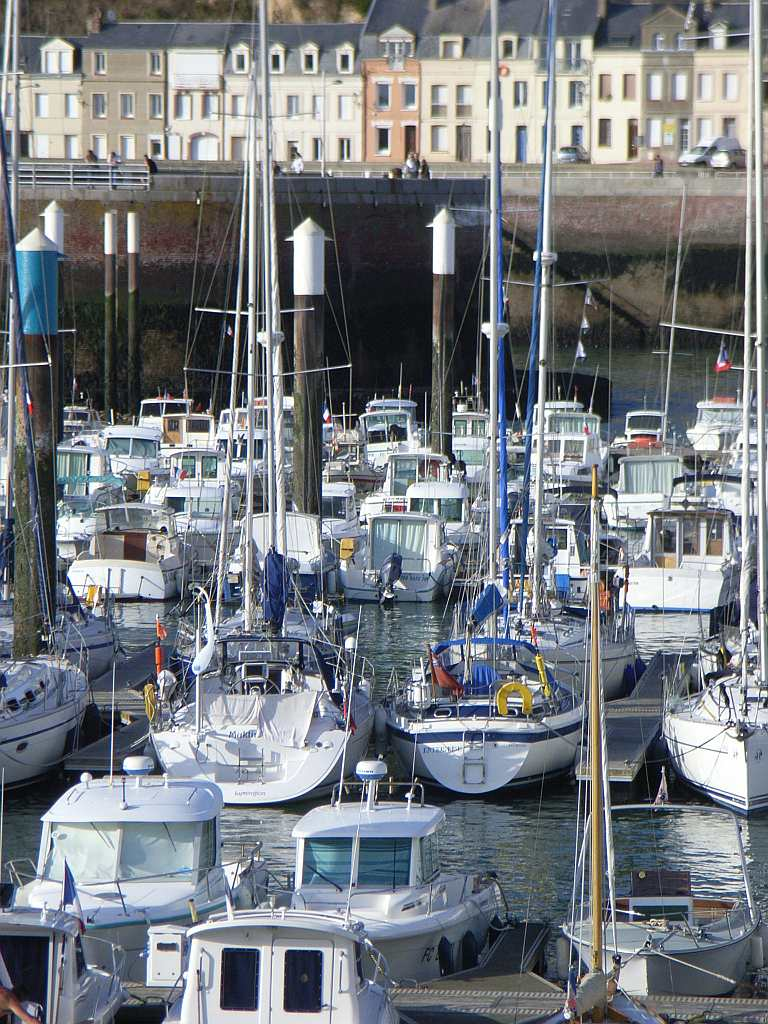
Yachthafen von Fécamp

Der Port de plaisance de Fécamp ist der Yachthafen der an der westfranzösischen Küste des Ärmelkanals gelegenen Hafenstadt Fécamp im Département Seine-Maritime (Region Normandie).
Konzessionär des auf die Freizeitschifffahrt ausgerichteten Hafens, der durch besonders innovative, zum Umweltschutz beitragende Einrichtungen eine Sonderstellung einnimmt (Abwasserpumpen, Säuberungsboot, Kontrolle der Wasserqualität usw.), ist die lokale Industrie- und Handelskammer CCI.

## Infrastruktur
Der Port de plaisance de Dieppe verfügt über zwei Tidebecken und ein geflutetes, durch ein Schleusentor gesichertes Becken mit insgesamt rund 650 Liegeplätzen (Pontonplätze, davon rund 200 im gefluteten Becken). Kurzfristig geplant ist die Anlage eines weiteren Tidebeckens mit 200 bis 300 Plätzen.
Vorhanden sind moderne Einrichtungen wie Slipanlage (bis 1,250 t), Hebevorrichtung (25 t), Trockendock, Tankstelle, Trinkwasser- und Stromanschluss an sämtlichen Pontons, sanitäre Einrichtungen, Waschsalon usw. Wetterstation im Hafenbüro. Unweit des Yachthafens befindet sich das Clubhaus der Société des Régates de Fécamp (Chaussée Edouard Levasseur). Über das Angebot an weiteren Wassersportaktivitäten gibt das Empfangsbüro des Hôtel de Ville (Rathaus, 1 place du Général Leclerc) Auskunft, über Sehenswürdigkeiten in Fécamp und Umgebung sowie kulturelle Veranstaltungen das interkommunale Office de Tourisme (Fremdenverkehrsverband, Quai Sadi Carnot).
Siehe auch: Liste von Yachthäfen in Frankreich